# Barós
Barós es una localidad española perteneciente al municipio de Jaca, en la comarca de la Jacetania, provincia de Huesca, Aragón. Se ubica a tan solo 4 km de la capital de la comarca, sobre un llano a una altitud de 935 m. Tenía 83 habitantes en 2019. Su cercanía a Jaca lo ha convertido en un municipio fundamentalmente residencial, donde además la actividad turística es importante debido a la presencia de alojamientos de turismo rural.

## Administración municipal
Desde el siglo XII hasta principios del XIX Barós fue propiedad de la Iglesia, concretamente de la catedral de Jaca. En 1887 constituyó municipio con Ullue, Ipas y Guasa y en 1956 se integró en el de Jaca.

### La Val Ancha
Barós pertenece a la Val Ancha, una de las seis unidades administrativas que conforman el municipio de Jaca. Forman parte de ella también Barós, Ulle, Navasa, Navasilla, Orante, Martillué, Jarlata, Ipás, Guasa, Badaguás, Baraguás, Lerés, Gracionépel y Espuéndolas.
La Val Ancha es la primera zona abierta después de los Pirineos adecuada para la agricultura y ganadería. Constituye una depresión que va desde Jaca hasta Sabiñánigo, cuyo límite septentrional está definido por la sierra de Badaguás mientras que la Peña Oroel marca el meridional. Aquí, en  un territorio relativamente pequeño, se encuentra un elevado número de pueblos dispersos, de reducida población, dedicados tradicionalmente a la agricultura de secano y a ganadería lanar.

## Población
En el censo realizado en 1495 figura con siete "fuegos" (casas) lo que equivaldría a unos 70 habitantes, en 1857 tenía 91, en 1900 eran 308 y en 2004 se habían reducido a 36, como consecuencia de la emigración a la ciudad experimentada en toda la comarca. Sin embargo, por su proximidad a Jaca, el censo ha aumentado (83 habitantes en 2019) con la construcción de residencias permanentes y de recreo.

## Toponimia
Barós figura en la documentación histórica a partir de 1063 como Barose, Barosse y Baraos.

## Historia
El topónimo Barós posiblemente sea prerromano, concretamente vascón, lo que daría idea de la antigüedad de este poblamiento. La primera referencia documental se remonta a 1062 cuando aparece citado un monje de "Barosse". Poco después, en 1084, el rey de Pamplona y Aragón, Sancho Ramírez, donó la localidad a la catedral de Jaca, y se tiene noticia de que en 1495 formaba parte del patrimonio del deán de la catedral. Durante los siglos XII y XIII son frecuentes las alusiones a los "seniores" (señores feudales) que gobernaban Barós.
Desde 1084, durante siete siglos, fue un señorío eclesiástico; dejó de serlo en 1836 con motivo de la desamortización eclesiástica de Mendizábal.

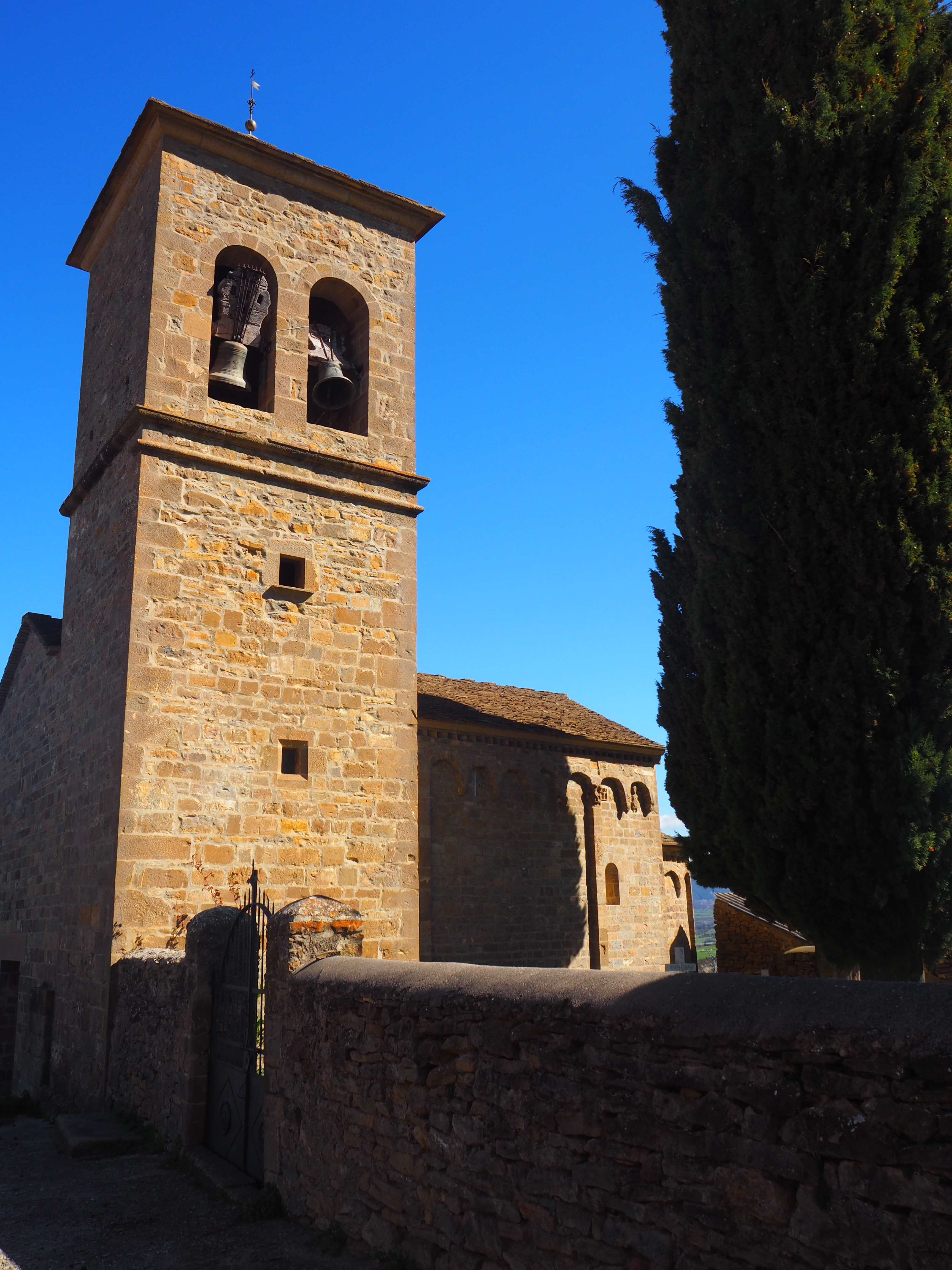
Iglesia parroquial de San Fructuoso

## Patrimonio

### Iglesia de SanFructuoso
Es un templo de finales del siglo XI y, según se lee en la Enciclopedia del Románico en Aragón, es un "magnífico ejemplo de un románico híbrido, a caballo entre la tradición lombarda y jaquesa". Tiene una sola nave con bóveda de cañón que acaba en un ábside ultrasemicircular con bóveda de cuarto de esfera. Destaca la existencia en la bóveda del ábside de cuatro "ánforas de resonancia" que se empleaban para aumentar la acústica del recinto.
Al exterior, en el muro sur y en el ábside, debajo de una hilada de dientes de sierra, aparece una serie de nueve arquillos ciegos que, en ocasiones, descansan sobre cuatro pilastras delgadas (lesenas), estos elementos son característicos de románico lombardo aunque también se encuentran influencias de la catedral de Jaca en la decoración a base de ajedrezados. La nave central es más alta que el ábside y, por este motivo, en el exterior está también ornamentada por arcos ciegos escalonados, mayores que los del ábside, y por un óculo en cuyo interior figura una cruz como elemento de iluminación, lo que constituye un elemento insólito en la comarca. La puerta, de doble arco de medio punto según el modelo lombardo, está situada, como suele ser habitual, en el muro sur.
La iglesia destaca por su escultura, presente en el muro sur, en forma de canecillos y metopas, donde aparece una esquemática y elegante cabeza de caballo, dos personajes luchando (está deteriorada), un personaje con báculo y en actitud de bendecir, un motivo de entrelazos, una ménsula con un rostro y finalmente un personaje que al parecer tiene un libro en el regazo . En el interior del templo, en el vano de la puerta de la antigua sacristía, se muestran nueve relieves, procedentes del exterior, cinco llevan motivos de entrelazos, hay un buey, un carnero y un crismón rectangular, cuando lo habitual es que tenga forma circular. Los relieves están ejecutados por distintas manos, como se comprueba por la diversidad de técnicas de labra y sistemas de figuración, predominantemente rústicos, toscos.
Se conservan restos de pinturas murales, con temas geométricos, a base de rosetas y círculos entrelazados, que se exponen en el muro norte.

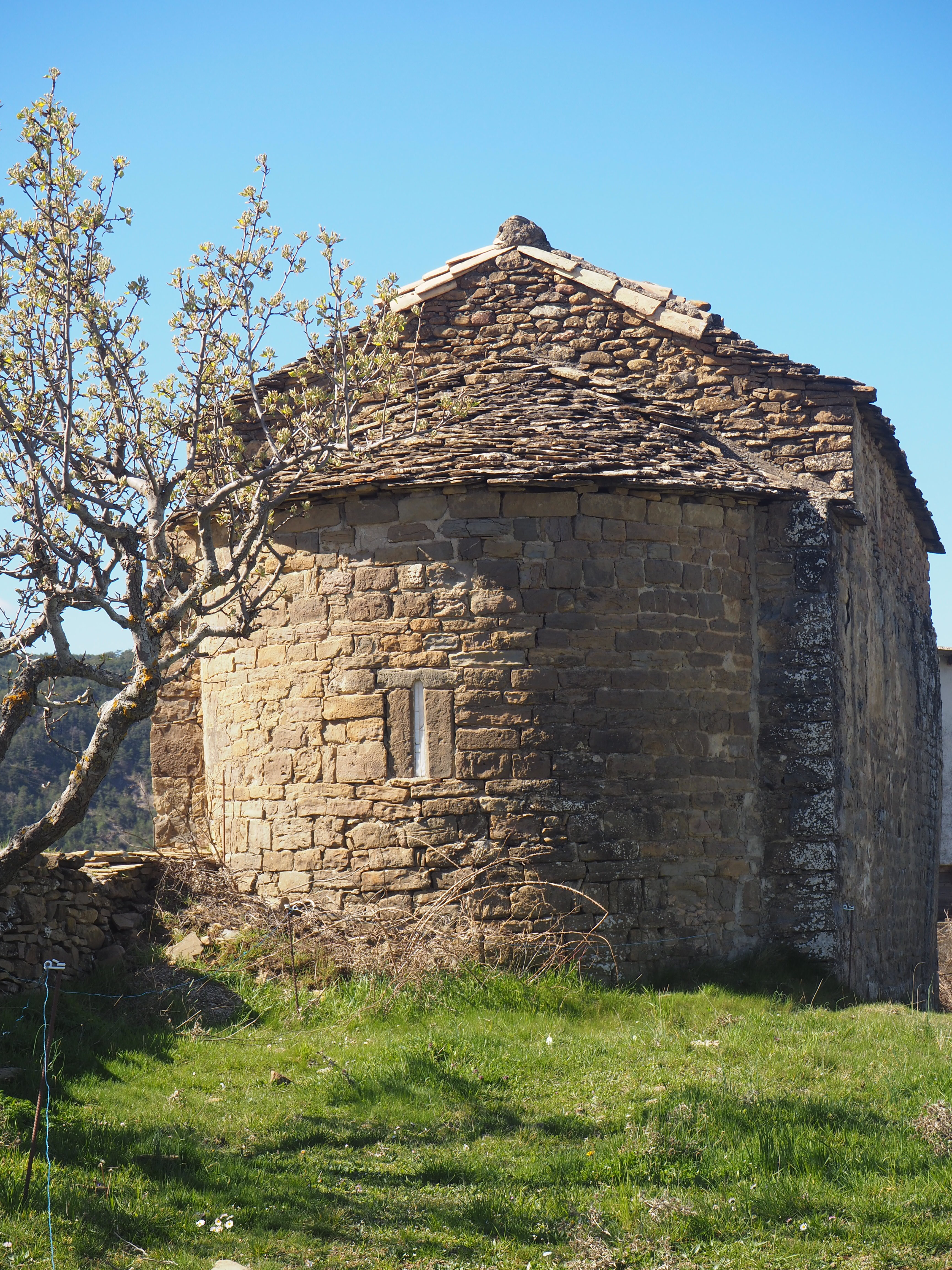
Ermita románica de Santiago

En el siglo XVI se añadió en el muro norte la capilla de la Virgen del Rosario, con cubierta de crucería, y en el XVII se construyó la torre campanario. La puerta del muro oeste pertenece al siglo XIX. El edificio fue restaurado con rigor en 1991 y es Bien de Interés Cultural.

### Ermita deSantiago
A las afueras, aunque muy cerca de la población, es un edificio de reducidas dimensiones, perteneciente al románico rural, datado a comienzos del siglo XII. Es de una nave con ábside semicircular, con bóveda de cuarto de esfera, en el que se abre una ventana muy estrecha con arco de medio punto labrado en el sillar que actúa como dintel, lo que constituye un recurso arquitectónico rudimentario. La cubierta es a dos aguas y conserva parcialmente las losas originales. La puerta está situada en el muro sur y es posterior, como lo es también el muro oeste, que presenta un vano zafiamente reparado. La ermita carece de decoración escultórica.

### Lavadero
Situado en la plaza, junto a la iglesia, tiene cubierta de losa a dos aguas. Fue restaurado en 2002 con la financiación de una entidad de ahorro.

## Fiestas y romerías
- Natividad de María, 8 de septiembre, son las fiestas mayores.
- San Fructuoso, 18 de enero, titular de la parroquia.

- Romería a la Virgen de la Cueva, en la Peña Oroel.
- Romería de Santa Orosia a Yebra de Basa, el domingo de la Trinidad.
- Romería de Santa Orosia a Jaca, el 25 de junio.
- Romería de San Indalecio al Monasterio Nuevo de San Juan de la Peña, en la primera quincena de junio. Congregaba a 238 pueblos de Huesca, que se reunían en la pradera del santo, bajo el quejigo que cada uno de ellos había plantado. Según la tradición, san Fructuoso nació en Caspe y fue uno de los siete varones apostólicos. Se le considera primer obispo de Almería, que en su tiempo tenía su sede en Pechina. Sufrió martirio y sus restos fueron trasladados al monasterio  de San Juan de la Peña en 1084. Desde entonces aquí han sido venerados y recibido rogativas para propiciar la lluvia en los campos.

## Galería de imágenes

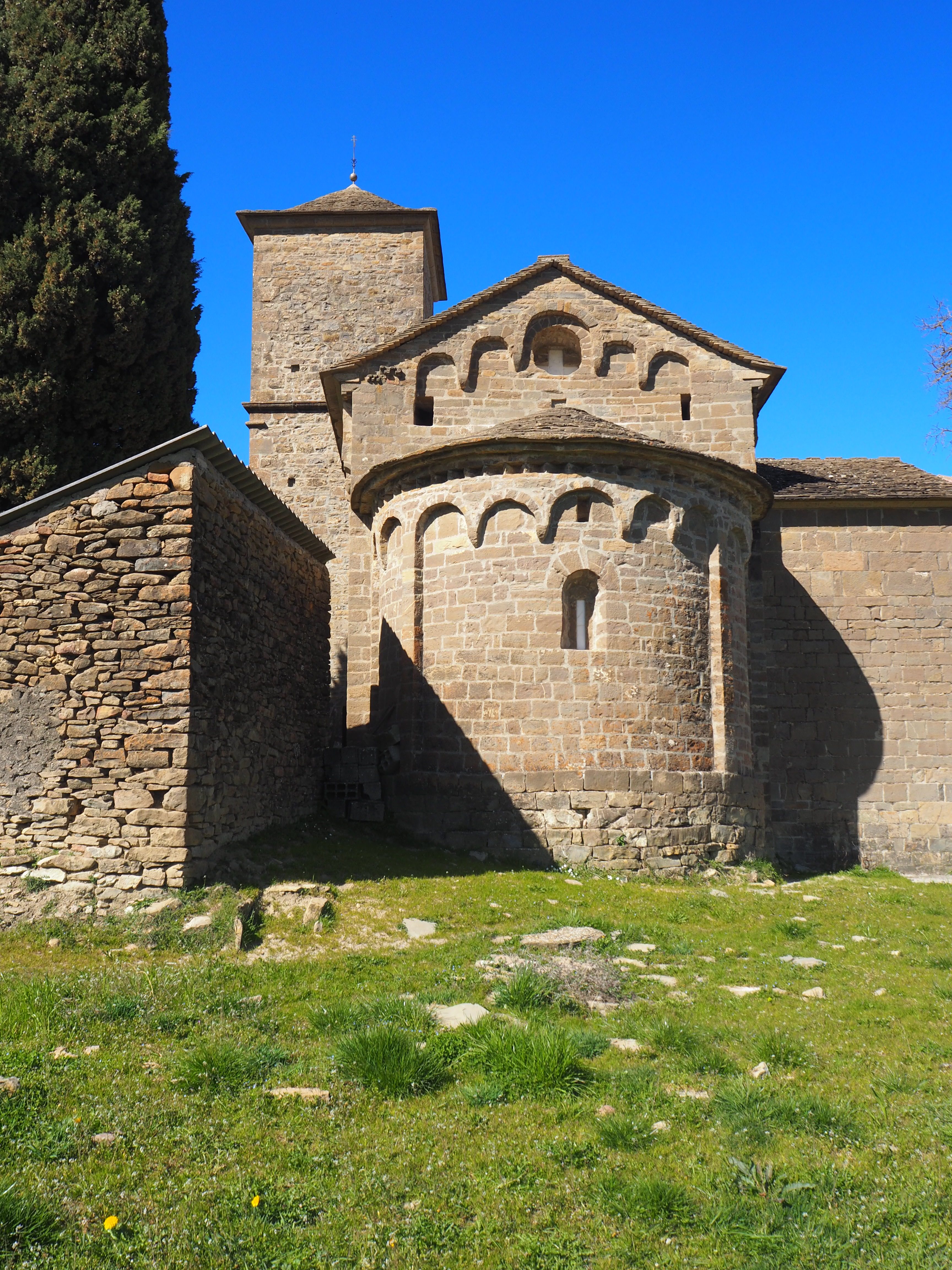
Ábside románico lombardo de la iglesia de San Fructuoso (siglo XI)
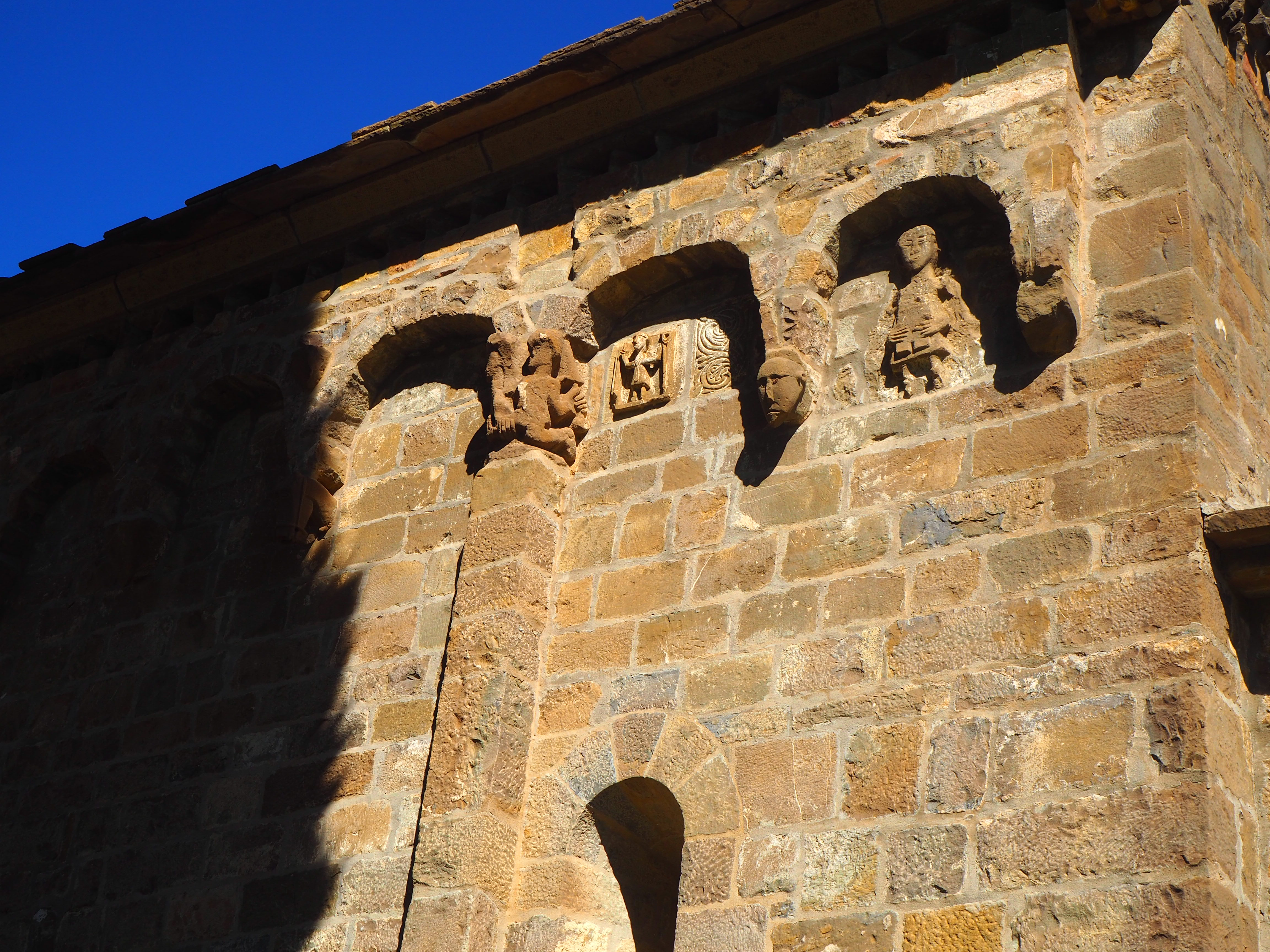
Relieves del muro sur
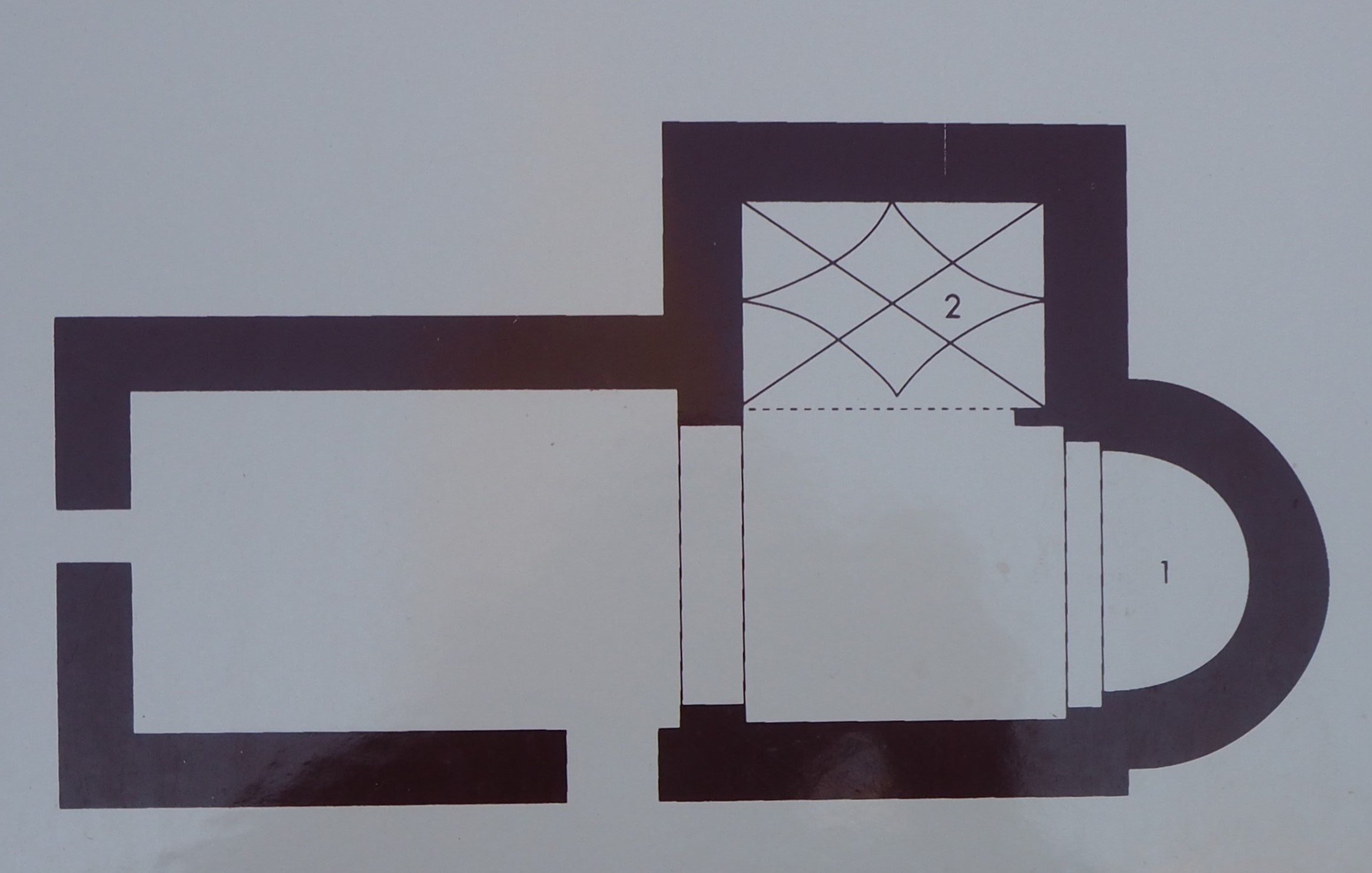
Planta de la iglesia de San Fructuoso
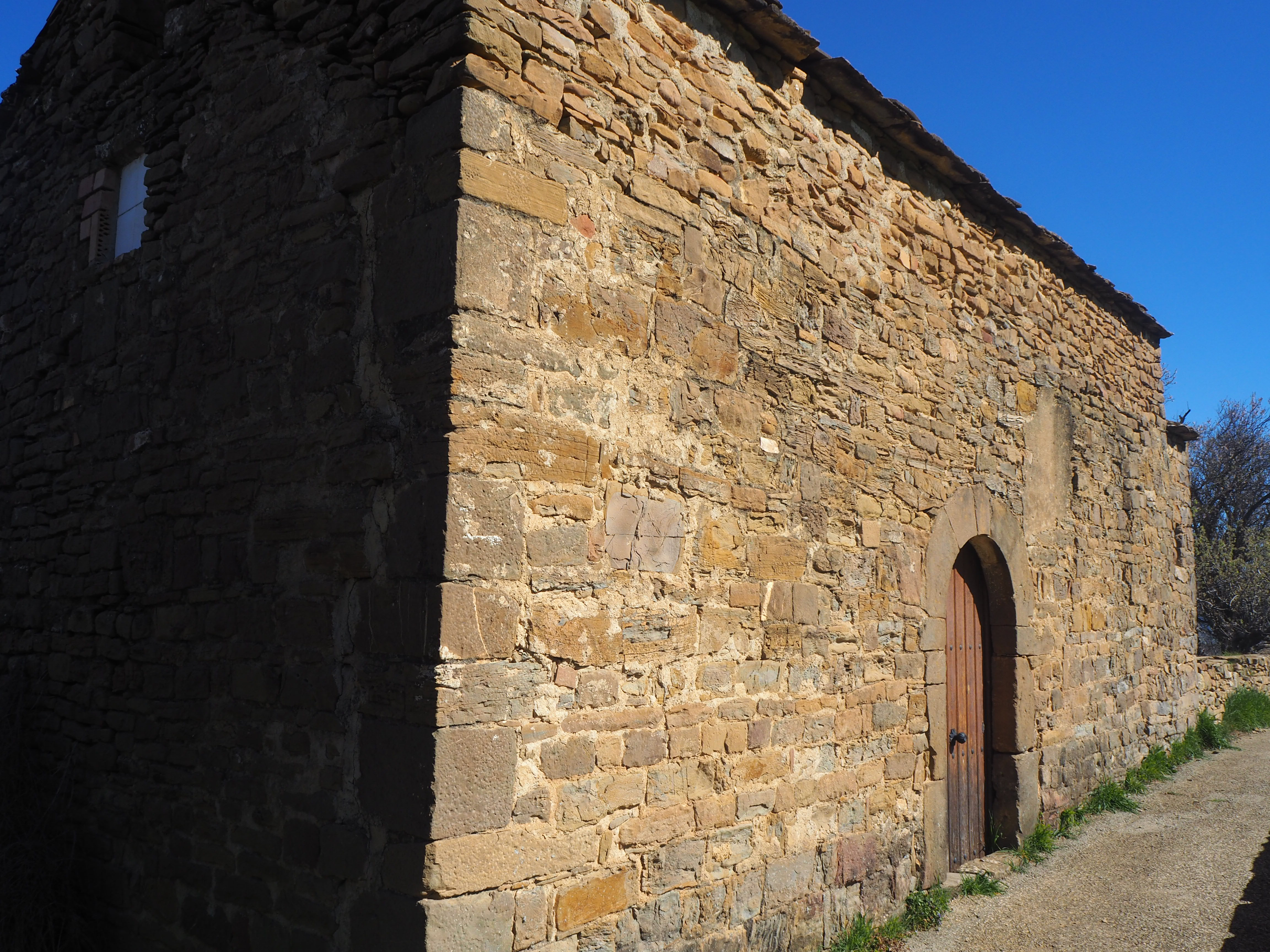
Muro sur de la ermita de Santiago
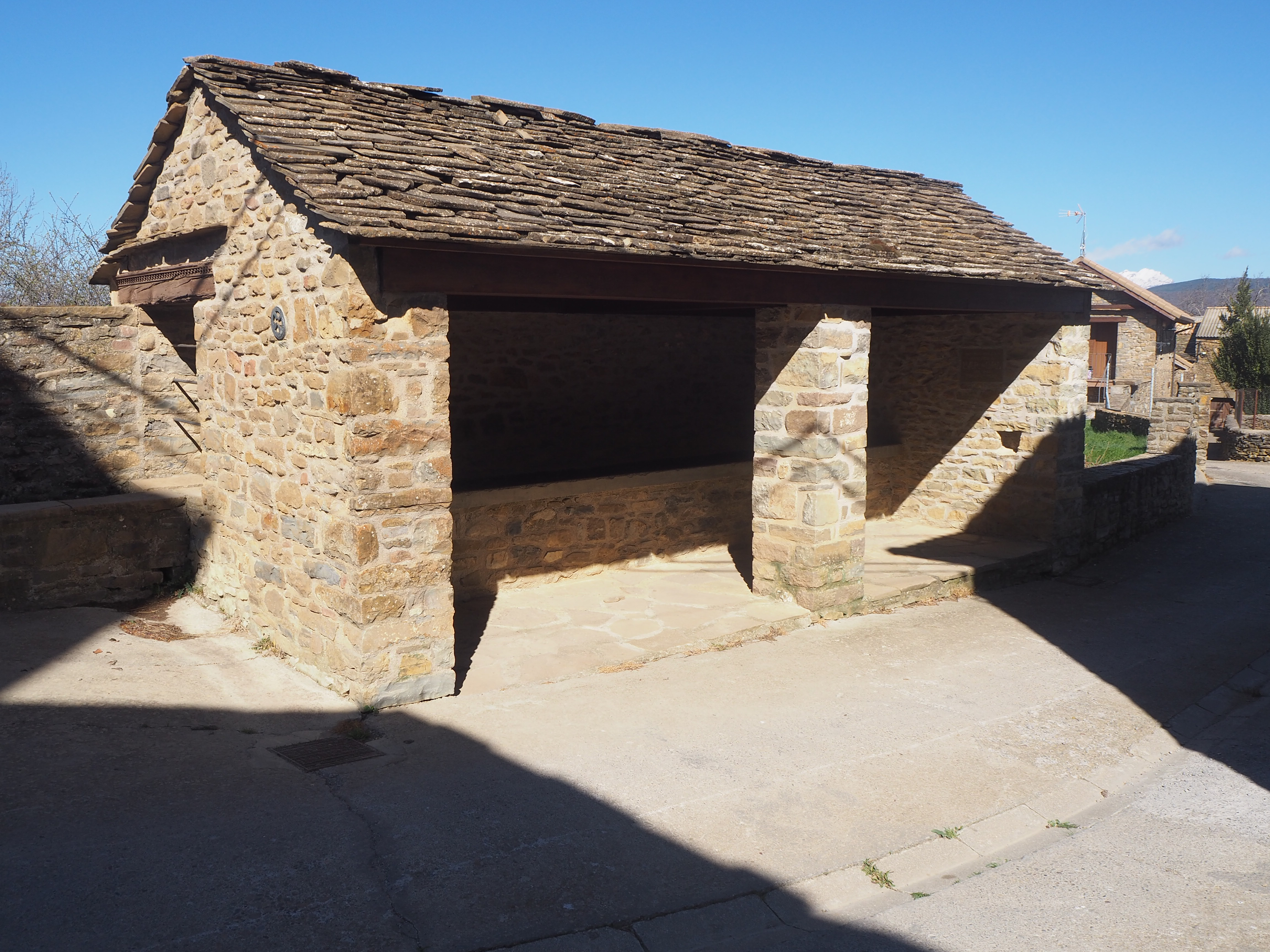
Lavadero